# Delia leucophoroides
Delia leucophoroides är en tvåvingeart som beskrevs av Griffiths 1991. Delia leucophoroides ingår i släktet Delia och familjen blomsterflugor.
Artens utbredningsområde är Kalifornien. Inga underarter finns listade i Catalogue of Life.